# Аджиев, Назим Дадаевич
Назим Дадаевич Аджиев (7 июля 1967, Фрунзе, Киргизская ССР, СССР) — советский и киргизский футболист, играл на позициях полузащитника и нападающего.

## Карьера

### Клубная
Начинал карьеру в «Мелиоратор» из Кзыл-Орды. Далее три сезона отыграл в Чемпионате Киргизской ССР за «Сельмашевец» из Бишкека. Далее играл за «Достук», «Нефтяник» из Ферганы и оренбуржский «Газовик». После распада СССР перебрался в Болгарию, где 1,5 сезона отыграл за «Пирин» из Благоевграда. После чего играл за «Спартак», переименованный в «Ак-Марал» и карагандинский «Шахтёр». В 1995 году провёл 1 матч за нижегородский «Локомотив» в Высшей Лиге. В 1996 году вернулся в «Газовик». В 1998 году вернулся в Кыргызстан, где выступал за «Национальная гвардия-АиК», «Эколог» и «Бакай». Завершал карьеру в «СКА-ПВО», с которым в 2003 году участвовал на Кубке Содружества.

### Сборная
Сыграл 2 матча за национальную сборную Кыргызстана в начале 2003 года.

## Личная жизнь
Брат Руслан (род. 1963) тоже был футболистом. В ряде команд («Ак-Марал», «Шахтёр» Караганда, «Газовик» Оренбург, «Гвардия») братья играли вместе.